# جيرهارد كيلياكس
جيرهارد كيلياكس (بالألمانية: Gerhard Cyliax)‏ مواليد 23 أغسطس1934 في دورتموند وتوفي 17 مايو 2008 هولاعب كرة قدم ألماني سابق.

## روابط خارجية
- جيرهارد كيلياكس على موقع بيانات كرة القدم. دي إي (الألمانية)
- جيرهارد كيلياكس على موقع عالم كرة القدم.نت (الإنجليزية)